# Unofficial Football World Championships
Die Unofficial Football World Championships (UFWC) („inoffizielle Fußball-Weltmeisterschaft“) ist ein fiktiver Meisterschaftstitel im Herrenfußball, dessen Träger über ein K.-o.-System ermittelt wird, wie es z. B. aus dem Boxsport bekannt ist. Aktueller Träger des fiktiven Titels ist Schweden, das am 10. Juni 2025 Algerien in einem Freundschaftsspiel mit 4:3 besiegte. Schweden ist zum 9. Mal amtierender Titelträger.
| Aktueller Titelträger | Aktueller Titelträger                   |
| --------------------- | --------------------------------------- |
| Schweden              |                                         |
| Titelträger seit      |                                         |
| 10. Juni 2025         | 4:3 gegen Algerien (Freundschaftsspiel) |
| Nächstes Spiel        |                                         |
| 5. September 2025     | gegen Slowenien (WM-Qualifikation)      |

## Idee
Lange Zeit wurde Fußball vorwiegend in Großbritannien gespielt, und der Sieger der British Home Championship wurde seit 1883 als beste Mannschaft der Welt angesehen. An echten Weltmeisterschaften nahmen die Briten bis 1950 nicht teil, und bei ihren ersten Weltmeisterschaften 1950 bis 1962 kamen die britischen Mannschaften nie unter die letzten Vier. 1966 aber wurde England Weltmeister. Als Schottland den amtierenden Weltmeister am 15. April 1967 besiegte, vertraten viele Schotten die Auffassung, sie seien nun legitimer, wenn auch inoffizieller Fußball-Weltmeister.
Diese These vertrat auch ein schottischer Fußballfan, der 2002 in einer britischen Radiosendung anrief. Der Gedanke wurde daraufhin von der Zeitung The Guardian aufgegriffen, und 2003 erstellte der Journalist Paul Brown die UFWC-Website. Auf der Idee einer „inoffiziellen Fußball-Weltmeisterschaft“ basierend werden dort alle bisherigen Fußball-Länderspiele der Männer chronologisch aufgelistet und nach einem K.-o.-System ausgewertet. Ein Bericht im englischen Fußballmagazin FourFourTwo verschaffte dem UFWC-Titel größere Aufmerksamkeit.

## Regeln
1. Die Nationalmannschaft, die den ersten Ländervergleich der Fußballgeschichte gewann („erste inoffizielle Fußballweltmeisterschaft“), ist erster „inoffizieller Fußballweltmeister“. Dies war England, das Schottland im zweiten Länderspiel 1873 mit 4:2 besiegte, nachdem das erste Spiel unentschieden ausgegangen war.
2. Jedes folgende Länderspiel, in dem die Mannschaft des Titelträgers antritt, ist ein Titelspiel. Aktuell zählen dazu nur noch durch die FIFA akkreditierte Länderspiele.
3. Der Sieger eines Titelspiels ist „inoffizieller Fußballweltmeister“. Verlängerungen und Elfmeterschießen zählen mit. Bei einem Unentschieden bleibt der Titel beim Titelverteidiger.

## Geschichte

### 1872 bis 1930
Das erste Fußball-Länderspiel der Geschichte fand am 30. November 1872 zwischen England und Schottland statt und endete 0:0. Erst beim zweiten Aufeinandertreffen der beiden Mannschaften am 8. März 1873 siegte England und wurde so zum ersten „inoffiziellen Fußball-Weltmeister“ – wenngleich dieser wie auch alle weiteren Titel bis 2003 erst nachträglich ermittelt wurden.
Seit 1876 spielte auch Wales und seit 1882 auch Irland gegen England und Schottland, aber der UFWC-Titel wechselte bis 1903 nur zwischen England und Schottland hin und her. Irland errang den Titel erstmals 1903 durch einen Sieg über Schottland, Wales erstmals 1907. Außerhalb Großbritanniens und Irlands wurde der Titel erstmals 1909 verteidigt, aber bis 1931 blieb er in der Hand von England, Schottland, Irland und Wales.

### 1931 bis 2000
Als erste Mannschaft außerhalb des Vereinigten Königreichs gewann Österreich den UFWC-Titel 1931 und konnte ihn eineinhalb Jahre lang verteidigen. Dann ging der Titel für sechs Jahre zurück auf die britischen Inseln, doch in den 40er-Jahren blieb er immer häufiger auf dem europäischen Festland. Während der FIFA-Weltmeisterschaft 1950 wurde mit den USA erstmals eine nicht-europäische Mannschaft inoffizieller Fußball-Weltmeister. Mit kurzen Pausen verblieb der Titel in den folgenden 16 Jahren in Amerika. Während dieser Zeit wurden auch die Niederländischen Antillen als kleinstes Land, das jemals den Titel gewann, inoffizieller Weltmeister. 1966 holte die Sowjetunion den Titel wieder nach Europa. Sie verlor ihn im selben Jahr in der FIFA-Weltmeisterschaft an Deutschland, und Deutschland verlor ihn im Wembley-Endspiel an England, das damit, als zweite Mannschaft nach Brasilien, sowohl den FIFA- als auch den UFWC-Titel im WM-Finale gewann. So kam es 1967 zu jenem Spiel zwischen England und Schottland, das die Idee für die inoffizielle Weltmeisterschaft lieferte.
Elf Jahre später ging der Titel wieder nach Amerika, bevor er 1982 durch einen Sieg Polens über Peru wieder durch eine europäische Mannschaft errungen wurde. Bis 1992 verblieb er dann meist in europäischem Besitz – nur Argentinien konnte den Titel zwischenzeitlich ein Jahr halten.
Eine Unklarheit besteht bezüglich des Spiels am 28. Mai 1967 zwischen dem amtierenden UFWC-Titelträger UdSSR und Mexiko im damaligen Leningrad. Die FIFA nennt in ihrer Länderspielstatistik ein 2:0 für Mexiko, ohne aber den Spielort zu nennen. Der mexikanische Verband zählt das Spiel dagegen als 2:0 für die UdSSR und nennt auch die beiden sowjetischen Torschützen (Chislenko, 64. und Bishovetz, 83.). Die UFWC-Statistik folgt letzterer Variante. und der RSSSF-Statistik Gemäß dem FIFA-Ergebnis ergäben sich für die Zeit vom 28. Mai 1967 bis 7. Juli 1974 andere Titelträger.
In den 90er Jahren wechselte der UFWC-Titel häufig den Kontinent: Nach Australien (1992 gegen die USA) konnte 1995 erstmals mit Südkorea eine asiatische Nationalmannschaft (gegen Kolumbien) den Titel gewinnen. Sie verlor ihn jedoch kurz darauf an Jugoslawien, woraufhin der Titel die letzten 5 Jahre des Jahrhunderts zwischen europäischen und südamerikanischen Mannschaften wechselte. Anfang 2000 ging er für kurze Zeit erstmals nach Israel, das zwar in Vorderasien liegt, aber der europäischen Konföderation UEFA angehört.

### Ab 2001
Bis Mai 2004 blieb der Titel dann in Europa, bis ihn Irland an Nigeria verlor, den ersten afrikanischen Titelträger. 2006 konnten mit Uruguay und Venezuela noch einmal südamerikanische Mannschaften den Titel gewinnen. Dann ging er erneut für fünf Jahre nach Europa, bis Argentinien Ende 2010 den amtierenden Weltmeister Spanien bezwang, aber im nächsten Spiel gegen Japan verlor. Damit ging der Titel nach 15 Jahren wieder an eine asiatische Mannschaft und verließ diesen Kontinent erst Anfang 2013, als Nordkorea beim King’s Cup gegen Schweden im Elfmeterschießen unterlag. Kurz darauf holte sich Argentinien den Titel von Schweden zurück, unterlag aber im Oktober 2013 in der WM-Qualifikation gegen Uruguay. In der Gruppenphase der WM-Endrunde 2014 verlor Uruguay den Titel an Costa Rica, das ihn in die Finalrunde brachte. Dort ging er im Endspiel der WM an Deutschland, das ihn dann aber schon am 3. September des gleichen Jahres an den WM-Finalgegner Argentinien durch ein 2:4 in einem Freundschaftsspiel verlor.

## Wechsel des Titels bei FIFA-Weltmeisterschaften und Kontinentalturnieren
Logisch zwingend kommt es, wenn der amtierende UFWC-Titelträger die KO-Phase eines Turniers (beispielsweise der FIFA-Weltmeisterschaft oder eines Kontinentalturniers) erreicht, zu einer Vereinigung der UFWC mit dem im Turnier ausgespielten Titel, denn der KO-Modus gewährleistet, dass der Sieger des Turniers im Turnierfinale auch die UFWC erringt oder verteidigt. Die bloße Teilnahme des UFWC-Titelträgers an einer FIFA-Weltmeisterschaft oder einem Kontinentalturnier gewährleistet jedoch keine Vereinigung, da es möglich ist, dass der UFWC-Titelträger in der Gruppenphase ungeschlagen bleibt oder den Titel während dieser erlangt und dennoch aus dem Turnier ausscheidet. Ein Beispiel hierfür ereignete sich bei der Fußball-Weltmeisterschaft 1994, als Kolumbien in seinem letzten Gruppenspiel der Schweiz den UFWC-Titel abnahm und aus der Weltmeisterschaft ausschied.

### FIFA-Weltmeisterschaften
Als 1950 der Britannien-Meister und amtierende inoffizielle Fußballweltmeister England zur WM nach Brasilien fuhr, wurde erstmals bei einer FIFA-Weltmeisterschaft auch um den inoffiziellen Titel gespielt. Und erstmals verließ der Titel Europa, denn in seinem zweiten Gruppenspiel verlor England überraschend gegen die USA, die wiederum drei Tage später von Chile besiegt wurden. Chile schied dennoch aus und konnte den Titel über die WM hinaus behalten, so dass er in den folgenden acht Jahren mit einer kurzen Unterbrechung in Südamerika blieb. Erst 1957/1958 gelangte der Titel über die WM-Qualifikation wieder in eine Endrunde. Der amtierende Weltmeister Deutschland holte ihn sich in der Gruppenphase von Argentinien und brachte ihn erstmals in eine WM-Finalrunde. Hier verlor Deutschland das Halbfinale gegen Gastgeber Schweden, das als erster inoffizieller Fußballweltmeister in ein WM-Finale ging. Im Endspiel siegte Brasilien und vereinigte beide Titel auf sich.
Bei der WM 1978 brauchte Argentinien zwei Anläufe: In der Vorrunde gelang es nicht, Italien den Titel abzunehmen. Nachdem Italien ihn aber in der Zwischenrunde an die Niederlande verloren hatte, konnte ihn Argentinien im Endspiel zusammen mit dem WM-Titel gewinnen. Vier Jahre später brauchte Italien ebenfalls zwei Anläufe zum Titelgewinn: In der Gruppe gab es mit Titelträger Peru ein Remis. Peru verlor den Titel aber kurz darauf an Polen, und mit einem 2:0 gegen Polen wurde Italien im Halbfinale doch noch inoffizieller und kurz darauf auch offizieller Weltmeister.
Insgesamt wechselte der Titel acht Mal in einem WM-Finale: 1958, 1966, 1974, 1978, 1998, 2010, 2014 und 2018. Drei Mal konnte der Titel im WM-Finale verteidigt werden: 1982, 1986 und 2022. Erst zwei Mal, 1974 und 2010, gelang es einer Mannschaft (jeweils den Niederlanden), den Titel durch ein ganzes WM-Turnier bis ins Finale zu verteidigen. Beide Male ging der Titel dann aber (zusammen mit der offiziellen Weltmeisterschaft) im Finale verloren, 1974 an Deutschland und 2010 an Spanien. Die Niederländer verloren ihn auch am häufigsten (fünf Mal) bei einer WM.
Am häufigsten wechselte der Titel bei den Weltmeisterschaften 1986 und 2014. 1986 verlor Deutschland ihn zunächst an Dänemark. Über Spanien ging er (erstmals durch einen Sieg im Elfmeterschießen) an Belgien. Argentinien besiegte kurz darauf Belgien, ging als inoffizieller Weltmeister ins WM-Endspiel gegen Deutschland und vereinigte hier beide Titel auf sich. Bei der Fußball-Weltmeisterschaft 2014 brachte Costa Rica den Titel in der Gruppenphase an sich und trug ihn in die Finalrunde. Hier ging er an die Niederlande, weiter an Argentinien, und im WM-Endspiel am 13. Juli 2014 an den neuen offiziellen und inoffiziellen Weltmeister Deutschland.
| Turnier | Titelwechsel (fett gedruckt = Weltmeister)                     |
| ------- | -------------------------------------------------------------- |
| 1950    | England → USA → Chile                                          |
| 1958    | Argentinien → Deutschland → Schweden → Brasilien               |
| 1962    | England → Tschechoslowakei → Mexiko                            |
| 1966    | UdSSR → Deutschland → England                                  |
| 1974    | Niederlande → Deutschland                                      |
| 1978    | Frankreich → Italien → Niederlande → Argentinien               |
| 1982    | Peru → Polen → Italien                                         |
| 1986    | Deutschland → Dänemark → Spanien → Belgien → Argentinien       |
| 1994    | Rumänien → Schweiz → Kolumbien                                 |
| 1998    | Argentinien → Niederlande → Brasilien → Frankreich             |
| 2010    | Niederlande → Spanien                                          |
| 2014    | Uruguay → Costa Rica → Niederlande → Argentinien → Deutschland |
| 2018    | Peru → Dänemark → Kroatien → Frankreich                        |
| 2022    | Kroatien → Argentinien                                         |

Bis 1950 nahmen die inoffiziellen Fußball-Weltmeister nicht an FIFA-Weltmeisterschaften teil. 1954, 1970, 1990, 2002 und 2006 konnten sich die Titelträger nicht für die Endrunde qualifizieren.

### Kontinentalturniere
Bei drei Europa-, sieben Südamerika- und einer Mittel- und Nordamerikameisterschaft wechselte ebenfalls der Titel. Bei zwei Europa-, zwei Südamerika- und einer Asienmeisterschaft konnte der Titel während des gesamten Turniers verteidigt werden. Die Mannschaften der Kontinentalverbände Afrika und Ozeanien verloren den Titel, ehe es wieder zu einer Kontinentalmeisterschaft kam.

#### Europameisterschaften
| Turnier | Titelwechsel (fett gedruckt = Europameister)            |
| ------- | ------------------------------------------------------- |
| 1984    | Jugoslawien → Belgien → Frankreich                      |
| 1996    | Russland → Italien → Tschechien → Deutschland           |
| 2000    | Deutschland → England → Rumänien → Italien → Frankreich |

1976 konnte die Tschechoslowakei im EM-Finale den Titel gegen Deutschland verteidigen. 2021 gewann der Titelträger Italien alle Spiele und konnte somit den Titel die gesamte EM über verteidigen.
1960, 1964, und 1980 hatte eine südamerikanische Mannschaft den UFWC-Titel inne, 1992 Australien (er wechselte während der EM-Endrunde an Argentinien), 2004 Nigeria (er wechselte während der EM-Endrunde an Angola), 2012 Nordkorea, 2016 Mexiko (Wechsel während des Turniers an Chile), 2024 Elfenbeinküste und 1968, 1972, 1988 sowie 2008 nahm der europäische UFWC-Titelträger nicht an der EM-Endrunde teil.

#### Südamerikameisterschaften
| Turnier | Titelwechsel (fett gedruckt = Südamerikameister) |
| ------- | ------------------------------------------------ |
| 1953    | Brasilien → Peru → Uruguay                       |
| 1955    | Paraguay → Argentinien                           |
| 1956    | Argentinien → Brasilien                          |
| 1957    | Argentinien → Peru                               |
| 1959b   | Brasilien → Uruguay                              |
| 1979    | Argentinien → Bolivien (→ Paraguay)              |
| 2015    | Brasilien → Kolumbien → Argentinien → Chile      |
| 2016    | Uruguay → Mexiko → Chile                         |

Während der Copa América 1979 spielte Bolivien außerhalb des Turniers in einem Freundschaftsspiel gegen Paraguay und verlor durch ein 0:2 den Titel an Paraguay, welches später zum Südamerikameister 1979 wurde.

Brasilien konnte bei der vollständig im Gruppenmodus ausgetragenen Copa América 1959 in Argentinien den UFWC-Titel zwar verteidigen, aber auf Grund von 2 Unentschieden nicht den Südamerika-Titel gewinnen.
1993 konnte Argentinien den UFWC-Titel bei der Copa América verteidigen.
1910 bis 1949, 1967, 1975, 1983, 1987, 1989, 1991, 1995, 1997, 1999, 2001, 2007, 2019 und 2021 hatten europäische Mannschaften während der Copa América den Titel inne, 1963 mittelamerikanische Mannschaften, 2004 und 2024 afrikanische und 2011 eine asiatische Mannschaft.

#### Mittel- und Nordamerikameisterschaften
| Turnier | Titelwechsel (fett gedruckt = Mittel- und Nordamerikameister) |
| ------- | ------------------------------------------------------------- |
| 1963    | Mexiko → Niederländische Antillen → Costa Rica                |

Bei den folgenden CONCACAF-Meisterschaften hatten jeweils Mannschaften aus anderen Verbänden den Titel inne.

#### Asienmeisterschaften
2011 konnte Japan im Finale den Titel gegen Australien verteidigen.
2012 verteidigte Nordkorea den Titel durch fünf Siege beim AFC Challenge Cup 2012.
Bei den vorangehenden Asienmeisterschaften hatten jeweils Mannschaften aus anderen Verbänden den Titel inne.

#### Nations League
- UEFA Nations League 2018/19: Frankreich → Niederlande
- UEFA Nations League 2020/21: Italien → Spanien → Frankreich
- UEFA Nations League 2022/23: Frankreich → Dänemark → Kroatien

## Spiele des FIFA-Weltmeisters gegen den UFWC-Titelträger
Bisher gab es 25 Spiele zwischen dem aktuellen FIFA-Weltmeister und dem UFWC-Titelträger. Neun Mal konnte der FIFA-Weltmeister gewinnen und so beide Titel „führen“, acht Mal gewann der UFWC-Titelträger, acht Spiele endeten remis, so dass der UFWC-Titelträger seinen Titel behielt. Das erste Spiel zwischen beiden Titelträgern ging als Battle of Highbury in die Fußballgeschichte ein. Italien spielte am häufigsten (8×) als FIFA-Weltmeister gegen den UFWC-Titelträger, England und die Tschechoslowakei am häufigsten (je 3×) als UFWC-Titelträger gegen den FIFA-Weltmeister. Zudem übernahm der Sieger der WM-Endspiele von 1958, 1966, 1974, 1978, 1998, 2010, 2014 und 2018 gleichzeitig beide Titel. Diese Spiele sind hier aber nicht gelistet, da der Gewinner vor dem Endspiel nicht der aktuelle Titelträger war. Bei der WM 2022 stehen sich der bisherige Weltmeister Frankreich und der UFWC-Titelträger Argentinien im Finale gegenüber. Bisher gelang es nur Italien 1982 und Argentinien 1986 sowie 2022 als UFWC-Titelträger diesen Titel in einem WM-Finale zu verteidigen und damit gleichzeitig FIFA-Weltmeister zu werden. Bei allen drei Ausrichtungen wurde der UFWC-Titel jeweils im Halbfinde übernommen. In den Jahren 1982 und 1986 war Deutschland der Endspielgegner, 2022 war es wie bereits erwähnt Frankreich. Bisher gelang es keiner Mannschaft, die als UFWC-Titelträger zu einer FIFA-WM reiste, den Titel zu verteidigen. Deutschland hatte aber 1986 die Chance, nachdem es den Titel zwischenzeitlich verlor, diesen im Finale zurückzugewinnen.
| Datum         | Ort               | Anlass                             | FIFA-Weltmeister   | UFWC-Titelträger | Ergebnis            |
| ------------- | ----------------- | ---------------------------------- | ------------------ | ---------------- | ------------------- |
| 14. Nov. 1934 | London            | Freundschaftsspiel                 | Königreich Italien | England          | 2:3                 |
| 13. Mai 1939  | Mailand           | Freundschaftsspiel                 | Königreich Italien | England          | 2:2                 |
| 4. Juni 1939  | Belgrad           | Freundschaftsspiel                 | Königreich Italien | Jugoslawien      | 2:1                 |
| 3. März 1940  | Turin             | Freundschaftsspiel                 | Königreich Italien | Schweiz          | 1:1                 |
| 1. Dez. 1940  | Genua             | Freundschaftsspiel                 | Königreich Italien | Ungarn           | 1:1                 |
| 16. Mai 1948  | Turin             | Freundschaftsspiel                 | Italien            | England          | 0:4                 |
| 13. Apr. 1952 | Santiago de Chile | Pan American Championship          | Uruguay            | Chile            | 0:2                 |
| 15. März 1953 | Lima              | Copa America                       | Uruguay            | Brasilien        | 0:1                 |
| 28. März 1953 | Lima              | Copa America                       | Uruguay            | Peru             | 3:0                 |
| 18. Apr. 1954 | Asunción          | Freundschaftsspiel                 | Uruguay            | Paraguay         | 1:1                 |
| 8. Juni 1958  | Malmö             | WM-Gruppenspiel                    | BR Deutschland     | Argentinien      | 3:1                 |
| 9. Juli 1960  | Montevideo        | Freundschaftsspiel                 | Brasilien          | Uruguay          | 0:1                 |
| 2. Juni 1962  | Viña del Mar      | WM-Gruppenspiel                    | Brasilien          | Tschechoslowakei | 0:0                 |
| 20. Juni 1976 | Belgrad           | EM-Finale                          | BR Deutschland     | Tschechoslowakei | 2:2 n. V. 3:5 i. E. |
| 17. Nov. 1976 | Hannover          | Freundschaftsspiel                 | BR Deutschland     | Tschechoslowakei | 2:0                 |
| 14. Juni 1978 | Buenos Aires      | WM-Zwischenrunde                   | BR Deutschland     | Italien          | 0:0                 |
| 4. Jan. 1981  | Montevideo        | Freundschaftsspiel                 | Argentinien        | Brasilien        | 1:1                 |
| 25. März 1998 | Stuttgart         | Freundschaftsspiel                 | Brasilien          | Deutschland      | 2:1                 |
| 7. Juli 1998  | Marseille         | WM-Halbfinale                      | Brasilien          | Niederlande      | 1:1 n. V. 4:2 i. E. |
| 2. Juli 2000  | Rotterdam         | EM-Finale                          | Frankreich         | Italien          | 2:1 n. G.G.         |
| 28. März 2007 | Bari              | EM-Qualifikation                   | Italien            | Schottland       | 2:0                 |
| 14. Nov. 2009 | Pescara           | Freundschaftsspiel                 | Italien            | Niederlande      | 0:0                 |
| 10. Okt. 2021 | Mailand           | UEFA Nations League (Finale)       | Frankreich         | Spanien          | 2:1                 |
| 13. Juni 2022 | Saint-Denis       | UEFA Nations League (Gruppenphase) | Frankreich         | Kroatien         | 0:1                 |
| 18. Dez. 2022 | Lusail            | WM-Finale                          | Frankreich         | Argentinien      | 3:3 n. V. 2:4 i. E. |

## Spiele des UFWC-Titelträgers gegen den FIFA-Weltranglistenführenden
Bisher gab es 7 Spiele zwischen dem aktuellen UFWC-Titelträger und dem Führenden der seit 1993 geführten FIFA-Weltrangliste. Drei Mal konnte der Weltranglistenführende gewinnen und somit beide Titel „führen“, viermal gewann der UFWC-Titelträger.
| Datum         | Ort             | Anlass                         | UFWC-Titelträger | Weltranglistenführender | Ergebnis            |
| ------------- | --------------- | ------------------------------ | ---------------- | ----------------------- | ------------------- |
| 25. März 1998 | Stuttgart       | Freundschaftsspiel             | Deutschland      | Brasilien               | 1:2                 |
| 7. Juli 1998  | Marseille       | WM-Halbfinale                  | Niederlande      | Brasilien               | 1:1 n. V. 2:4 i. E. |
| 2. Juli 2010  | Port Elizabeth  | WM-Viertelfinale               | Niederlande      | Brasilien               | 2:1                 |
| 26. Juni 2016 | East Rutherford | Copa América Centenario-Finale | Chile            | Argentinien             | 0:0 n. V. 4:2 i. E. |
| 23. März 2017 | Buenos Aires    | WM-Qualifikation               | Chile            | Argentinien             | 0:1                 |
| 2. Juli 2021  | München         | EM-Viertelfinale               | Italien          | Belgien                 | 2:1                 |
| 9. Dez. 2022  | ar-Rayyan       | WM-Viertelfinale               | Kroatien         | Brasilien               | 1:1 n. V. 4:2 i. E. |

## Mannschaften, die gleichzeitig FIFA-Weltmeister, UFWC-Titelträger und (seit 1993) Weltranglistenführender waren
| Mannschaft     | Alle Titel                             | FIFA-Weltmeister                    | UFWC-Titelträger                                                      | Weltranglistenführender                                                                           |
| -------------- | -------------------------------------- | ----------------------------------- | --------------------------------------------------------------------- | ------------------------------------------------------------------------------------------------- |
| Italien        | 4. Juni 1939 bis 12. November 1939     | 10. Juni 1934 bis 16. Juli 1950     | 4. Juni 1939 bis 12. November 1939                                    |                                                                                                   |
| Uruguay        | 28. März 1953 bis 10. April 1954       | 16. Juli 1950 bis 4. Juli 1954      | 28. März 1953 bis 10. April 1954                                      |                                                                                                   |
| BR Deutschland | 8. Juni 1958 bis 24. Juni 1958         | 4. Juli 1954 bis 29. Juni 1958      | 8. Juni 1958 bis 24. Juni 1958                                        |                                                                                                   |
| Brasilien      | 29. Juni 1958 bis 12. Dezember 1959    | 29. Juni 1958 bis 30. Juli 1966     | 29. Juni 1958 bis 12. Dezember 1959                                   |                                                                                                   |
| England        | 30. Juli 1966 bis 15. April 1967       | 30. Juli 1966 bis 21. Juni 1970     | 30. Juli 1966 bis 15. April 1967                                      |                                                                                                   |
| BR Deutschland | 7. Juli 1974 bis 12. März 1975         | 7. Juli 1974 bis 25. Juni 1978      | 7. Juli 1974 bis 12. März 1975                                        |                                                                                                   |
| BR Deutschland | 17. November 1976 bis 23. Februar 1977 | 7. Juli 1974 bis 25. Juni 1978      | 17. November 1976 bis 23. Februar 1977                                |                                                                                                   |
| Argentinien    | 25. Juni 1978 bis 18. Juli 1979        | 25. Juni 1978 bis 11. Juli 1982     | 25. Juni 1978 bis 18. Juli 1979                                       |                                                                                                   |
| Italien        | 11. Juli 1982 bis 27. Oktober 1982     | 11. Juli 1982 bis 29. Juni 1986     | 8. Juli 1982 bis 27. Oktober 1982                                     |                                                                                                   |
| Argentinien    | 29. Juni 1986 bis 10. Juni 1987        | 29. Juni 1986 bis 8. Juli 1990      | 25. Juni 1986 bis 10. Juni 1987                                       |                                                                                                   |
| Brasilien      | 25. März 1998 bis 29. April 1998       | 17. Juli 1994 bis 12. Juli 1998     | 25. März 1998 bis 29. April 1998                                      | 21. Juli 1994 bis 16. Mai 2001                                                                    |
| Brasilien      | 7. Juli 1998 bis 12. Juli 1998         | 17. Juli 1994 bis 12. Juli 1998     | 7. Juli 1998 bis 12. Juli 1998                                        | 21. Juli 1994 bis 16. Mai 2001                                                                    |
| Italien        | 18. April 2007 bis 18. Juli 2007       | 9. Juli 2006 bis 11. Juli 2010      | 28. März 2007 bis 22. August 2007                                     | 18. April 2007 bis 18. Juli 2007                                                                  |
| Spanien        | 14. Juli 2010 bis 7. September 2010    | 11. Juli 2010 bis 13. Juli 2014     | 11. Juli 2010 bis 7. September 2010                                   | 14. Juli 2010 bis 24. August 2011                                                                 |
| Deutschland    | 17. Juli 2014 bis 3. September 2014    | 13. Juli 2014 bis 15. Juli 2018     | 13. Juli 2014 bis 3. September 2014                                   | 17. Juli 2014 bis 9. Juli 2015 6. Juli bis 10. August 2017 14. September 2017 bis 16. August 2018 |
| Frankreich     | 16. August bis 25. Oktober 2018        | 15. Juli 2018 bis 18. Dezember 2022 | 15. Juli 2018 bis 16. November 2018 10. Oktober 2021 bis 3. Juni 2022 | 16. August bis 25. Oktober 2018                                                                   |
| Argentinien    | 6. April 2023 bis 16. November 2023    | seit 18. Dezember 2022              | 13. Dezember 2022 bis 16. November 2023                               | seit 6. April 2023                                                                                |

## Ewige Tabelle
Da der UFWC-Titel kein offizieller Titel ist, gibt es auch keine offiziellen Kriterien, nach denen die Mannschaften bewertet werden können. Die UFWC-Webseite sortiert die Mannschaften nach der Anzahl der gewonnenen Titelspiele.
Die folgende Tabelle sortiert die Mannschaften anhand der Anzahl der Spiele als Titelträger. Haben mehrere Mannschaften die gleiche Anzahl, so werden sie zunächst nach der Anzahl der Tage sortiert, an denen sie Titelträger waren und dann nach der Zeitdauer, die sie nicht mehr Titelträger sind.
| Platz                                | Mannschaft               | Verband  | Spiele als Titelträger | Tage als Titelträger | vorherigen Titelträger besiegt | gewonnene Titelspiele | erstmals Titelträger am | letztmals Titelträger am |
| ------------------------------------ | ------------------------ | -------- | ---------------------- | -------------------- | ------------------------------ | --------------------- | ----------------------- | ------------------------ |
| 1                                    | Schottland               | UEFA     | 103                    | 13.003               | 20                             | 86                    | 7. März 1874            | 28. März 2007            |
| 2                                    | England                  | UEFA     | 88                     | 7.506                | 21                             | 74                    | 8. März 1873            | 20. Juni 2000            |
| 3                                    | Argentinien              | CONMEBOL | 86                     | 3.119                | 17                             | 72                    | 2. März 1955            | 16. Nov. 2023            |
| 4                                    | Niederlande              | UEFA     | 76                     | 2.798                | 12                             | 58                    | 2. März 1973            | 7. Sep. 2020             |
| 5                                    | Italien                  | UEFA     | 51                     | 1.396                | 10                             | 45                    | 4. Juni 1939            | 6. Okt. 2021             |
| 6                                    | Russland                 | UEFA     | 50                     | 1.580                | 6                              | 41                    | 23. Feb. 1966           | 23. Feb. 2000            |
| 7                                    | Brasilien                | CONMEBOL | 45                     | 1.500                | 8                              | 36                    | 20. Apr. 1952           | 17. Juni 2015            |
| 8                                    | Frankreich               | UEFA     | 43                     | 1.702                | 8                              | 33                    | 1. Nov. 1969            | 3. Juni 2022             |
| 9                                    | Deutschland              | UEFA     | 40                     | 1.416                | 11                             | 31                    | 6. Apr. 1941            | 6. Sep. 2019             |
| 10                                   | Uruguay                  | CONMEBOL | 36                     | 1.675                | 10                             | 28                    | 28. März 1953           | 26. März 2024            |
| 11                                   | Schweden                 | UEFA     | 29                     | 1.527                | 8                              | 28                    | 7. Nov. 1943            | aktueller Titelträger    |
| 12                                   | Ungarn                   | UEFA     | 27                     | 1.138                | 7                              | 17                    | 31. März 1940           | 10. Sep. 2008            |
| 13                                   | Spanien                  | UEFA     | 24                     | 1.260                | 6                              | 17                    | 11. Juni 1961           | 10. Okt. 2021            |
| 14                                   | Chile                    | CONMEBOL | 23                     | 1.403                | 8                              | 18                    | 2. Juli 1950            | 23. März 2017            |
| 15                                   | Tschechien               | UEFA     | 23                     | 648                  | 5                              | 15                    | 31. Mai 1962            | 31. März 2004            |
| 16                                   | Peru                     | CONMEBOL | 21                     | 597                  | 5                              | 14                    | 19. März 1953           | 16. Juni 2018            |
| 17                                   | Österreich               | UEFA     | 16                     | 816                  | 2                              | 12                    | 16. Mai 1931            | 16. Juni 1968            |
| 18                                   | Japan                    | AFC      | 15                     | 403                  | 1                              | 11                    | 8. Okt. 2010            | 15. Nov. 2011            |
| 19                                   | Schweiz                  | UEFA     | 14                     | 1.124                | 7                              | 10                    | 12. Nov. 1939           | 26. Juni 1994            |
| 20                                   | Kolumbien                | CONMEBOL | 14                     | 1.118                | 4                              | 8                     | 4. Sep. 1963            | 26. Juni 2015            |
| 21                                   | Wales                    | UEFA     | 13                     | 1.821                | 8                              | 12                    | 4. März 1907            | 14. Sep. 1988            |
| 22                                   | Nordkorea                | AFC      | 13                     | 435                  | 1                              | 10                    | 15. Nov. 2011           | 23. Jan. 2013            |
| 23                                   | Kroatien                 | UEFA     | 13                     | 200                  | 2                              | 11                    | 1. Juli 2018            | 13. Dez. 2022            |
| 24                                   | Griechenland             | UEFA     | 12                     | 528                  | 2                              | 11                    | 17. Jan. 1990           | 24. Mai 2008             |
| 25                                   | Paraguay                 | CONMEBOL | 12                     | 457                  | 3                              | 8                     | 10. Apr. 1954           | 6. Sep. 2016             |
| 26                                   | Rumänien                 | UEFA     | 10                     | 269                  | 4                              | 8                     | 29. März 1989           | 23. Mai 2006             |
| 27                                   | Costa Rica               | CONCACAF | 10                     | 180                  | 2                              | 8                     | 28. März 1963           | 5. Juli 2014             |
| 28                                   | Bulgarien                | UEFA     | 9                      | 422                  | 3                              | 6                     | 19. Mai 1971            | 4. Sep. 1985             |
| 29                                   | Nordirland               | UEFA     | 8                      | 2.709                | 4                              | 5                     | 21. März 1903           | 14. Okt. 1933            |
| 30                                   | Angola                   | CAF      | 8                      | 280                  | 1                              | 7                     | 20. Juni 2004           | 27. März 2005            |
| 31                                   | Bolivien                 | CONMEBOL | 8                      | 211                  | 4                              | 7                     | 29. Sep. 1957           | 31. Aug. 2017            |
| 32                                   | Simbabwe                 | CAF      | 8                      | 195                  | 1                              | 7                     | 27. März 2005           | 8. Okt. 2005             |
| 33                                   | Dänemark                 | UEFA     | 8                      | 97                   | 4                              | 6                     | 13. Juni 1986           | 10. Juni 2022            |
| 34                                   | Belgien                  | UEFA     | 7                      | 188                  | 4                              | 5                     | 13. Juni 1984           | 17. Jan. 1990            |
| 35                                   | Elfenbeinküste           | CAF      | 6                      | 203                  | 1                              | 5                     | 26. März 2024           | 15. Okt. 2024            |
| 36                                   | Serbien                  | UEFA     | 5                      | 144                  | 3                              | 5                     | 18. Mai 1939            | 31. Mai 1995             |
| 37                                   | Irland                   | UEFA     | 5                      | 122                  | 2                              | 3                     | 30. März 1977           | 29. Mai 2004             |
| 38                                   | Polen                    | UEFA     | 5                      | 41                   | 2                              | 4                     | 22. Juni 1982           | 7. Mai 1989              |
| 39                                   | Mexiko                   | CONCACAF | 4                      | 303                  | 2                              | 3                     | 7. Juni 1962            | 18. Juni 2016            |
| 40                                   | Algerien                 | CAF      | 4                      | 205                  | 1                              | 4                     | 17. Nov. 2024           | 10. Juni 2025            |
| 41                                   | Nigeria                  | CAF      | 4                      | 61                   | 2                              | 4                     | 8. Okt. 2005            | 16. Nov. 2005            |
| 42                                   | Portugal                 | UEFA     | 3                      | 314                  | 2                              | 2                     | 13. Nov. 1983           | 4. Juni 1992             |
| 43                                   | Ecuador                  | CONMEBOL | 3                      | 63                   | 1                              | 2                     | 20. Juni 1965           | 22. Aug. 1965            |
| 44                                   | Liberia                  | CAF      | 3                      | 21                   | 1                              | 2                     | 27. Okt. 2024           | 17. Nov. 2024            |
| 45                                   | Vereinigte Staaten       | CONCACAF | 3                      | 13                   | 2                              | 2                     | 29. Juni 1950           | 14. Juni 1992            |
| 46                                   | Georgien                 | UEFA     | 2                      | 129                  | 1                              | 2                     | 15. Nov. 2006           | 24. März 2007            |
| 47                                   | Israel                   | UEFA     | 2                      | 63                   | 1                              | 1                     | 23. Feb. 2000           | 26. Apr. 2000            |
| 48                                   | Türkei                   | UEFA     | 2                      | 35                   | 1                              | 1                     | 12. Sep. 2007           | 17. Okt. 2007            |
| 49                                   | Venezuela                | CONMEBOL | 1                      | 21                   | 1                              | 1                     | 27. Sep. 2006           | 18. Okt. 2006            |
| 50                                   | Sierra Leone             | CAF      | 1                      | 12                   | 1                              | 1                     | 15. Okt. 2024           | 27. Okt. 2024            |
| 51                                   | Südkorea                 | AFC      | 1                      | 4                    | 1                              | 1                     | 31. Jan. 1995           | 4. Feb. 1995             |
| 52                                   | Australien               | OFC      | 1                      | 4                    | 1                              | 1                     | 14. Juni 1992           | 18. Juni 1992            |
| 53                                   | Niederländische Antillen | CONCACAF | 1                      | 4                    | 1                              | 1                     | 24. März 1963           | 28. März 1963            |
| Anmerkungen: 1. 2. 3. 4. 5. 6. 7. 8. |                          |          |                        |                      |                                |                       |                         |                          |

## Rekorde
- Meiste Spiele in Folge als Titelträger: 22 – Niederlande (vom 19. November 2008 bis 11. Juli 2010) sowie Italien (vom 7. September 2020 bis 6. Oktober 2021)
- Längste ununterbrochene Zeitspanne als Titelträger: 2926 Tage – Schottland (vom 13. März 1880 bis 17. März 1888)
- Kürzeste ununterbrochene Zeitspanne als Titelträger: 3 Tage – USA (29. Juni bis 2. Juli 1950), Peru (6. bis 9. April 1957), Belgien (13. bis 16. Juni 1984 und 22. bis 25. Juni 1986), Italien (11. bis 14. Juni 1996), Niederlande (4. bis 7. Juli 1998) und England (17. bis 20. Juni 2000)
- Kürzeste Zeitspanne bis zur Rückeroberung des Titels: 3 Tage – Argentinien (6. April 1957 verloren an Peru, 9. April 1957 zurückgewonnen von Peru)
- Achtmal wechselte der Titel durch einen Sieg im Elfmeterschießen, zuerst am 22. Juni 1986 an Belgien (von Spanien), zuletzt am 1. Juli 2018 an Kroatien (von Dänemark)
- Einundzwanzigmal hat ein Titelträger den Titel im Elfmeterschießen verteidigt, zuerst am 20. Juni 1976 die Tschechoslowakei (gegen BR Deutschland), zuletzt Argentinien am 18. Dezember 2022 (gegen Frankreich im WM-Finale 2022). Am häufigsten gelang dies Argentinien (sechs Mal).